# 9471 Ostend
9471 Ostend è un asteroide della fascia principale. Scoperto nel 1998, presenta un'orbita caratterizzata da un semiasse maggiore pari a 2,7915978 UA e da un'eccentricità di 0,0826983, inclinata di 2,43519° rispetto all'eclittica.